# 앤드루 존슨
앤드루 존슨(영어: Andrew Johnson, 1808년 12월 29일 ~ 1875년 7월 31일)은 미국의 제17대 대통령(1865년 ~ 1869년)으로 에이브러햄 링컨의 암살 사건으로 대통령직을 승계하였다.
존슨은 남부의 주들의 분리 당시 테네시주의 연방 상원이었다. 그는 탈퇴에도 불구하고 자신의 직위를 그만두지 않은 유일한 남부 상원의원이었다. 노예 소유자와 민주당원이었어도 존슨은 합중국을 지지하였고, 남북 전쟁이 일어난 동안 존슨은 테네시주의 주지사로 임명되었고 남부를 위해 싸웠다. 그는 아마 합중국을 지지한 가장 두드러진 남부인이었을 것이다. 1864년 그는 링컨과 새로운 "국민연방당" 공천 후보에 부통령으로 선출되었다. 대통령으로서 그는 1866년 선거에서 급진파 공화당원들이 통치를 얻었을 때까지 지속된 재건의 첫 일부인 대통령의 재건에 책임을 맡았다. 남부를 향한 그의 화해 정책들, 그의 전 연합국의 주들을 합중국으로 재편성을 서두름과 그의 투표권 법안의 거부권들은 그를 급진파 공화당원들과 격렬한 논쟁에 휘둘렀다. 미국 하원에서 급진파들은 1868년 그를 탄핵하였으며, 그는 탄핵된 첫 대통령이었으나 미국 상원에서 단일 투표에 의하여 부결되었다.
존슨은 미국 대통령 중 가장 인기 없는 대통령에 꼽혔고, 다음 순위는 워런 G. 하딩 또는 제임스 뷰캐넌이 차지했다.

## 어린 시절
노스캐롤라이나주 롤리에서 태어났다. 그의 부친 제이컵은 1811년 얼음의 강으로부터 빠진 2명의 남성들을 구출하면서 사망하였다. 제이컵은 피로와 저체온증으로부터 곧 굴복하였다. 부친의 사망 후에 존슨은 아들들을 부양하는 데 방적공과 직조공으로 일을 한 모친에 의하여 자랐다. 존슨은 14세의 나이에 재봉사의 도제로 일하였고, 그러고나서 그의 가족이 테네시주 그린빌로 이주한 후 1827년 자신 소유의 상점을 열었다. 그는 전혀 아무 형식의 학교에 다니지 않았고, 읽고 쓰는 데 자신을 가르치면서 그는 자신의 부인 엘리자 매카들 존슨을 신임하였다. 존슨 부부는 5명의 자식들 - 3명의 아들과 2명의 딸을 두었다. 그의 재봉 사업은 잘 되었고, 그는 타운에서 재산을 가져왔다. 그는 이웃에서 지도자가 되었다. 그는 가끔 정치와 공무를 논의하는 데 자신의 재봉 상점에서 공동체 회의를 열었다.

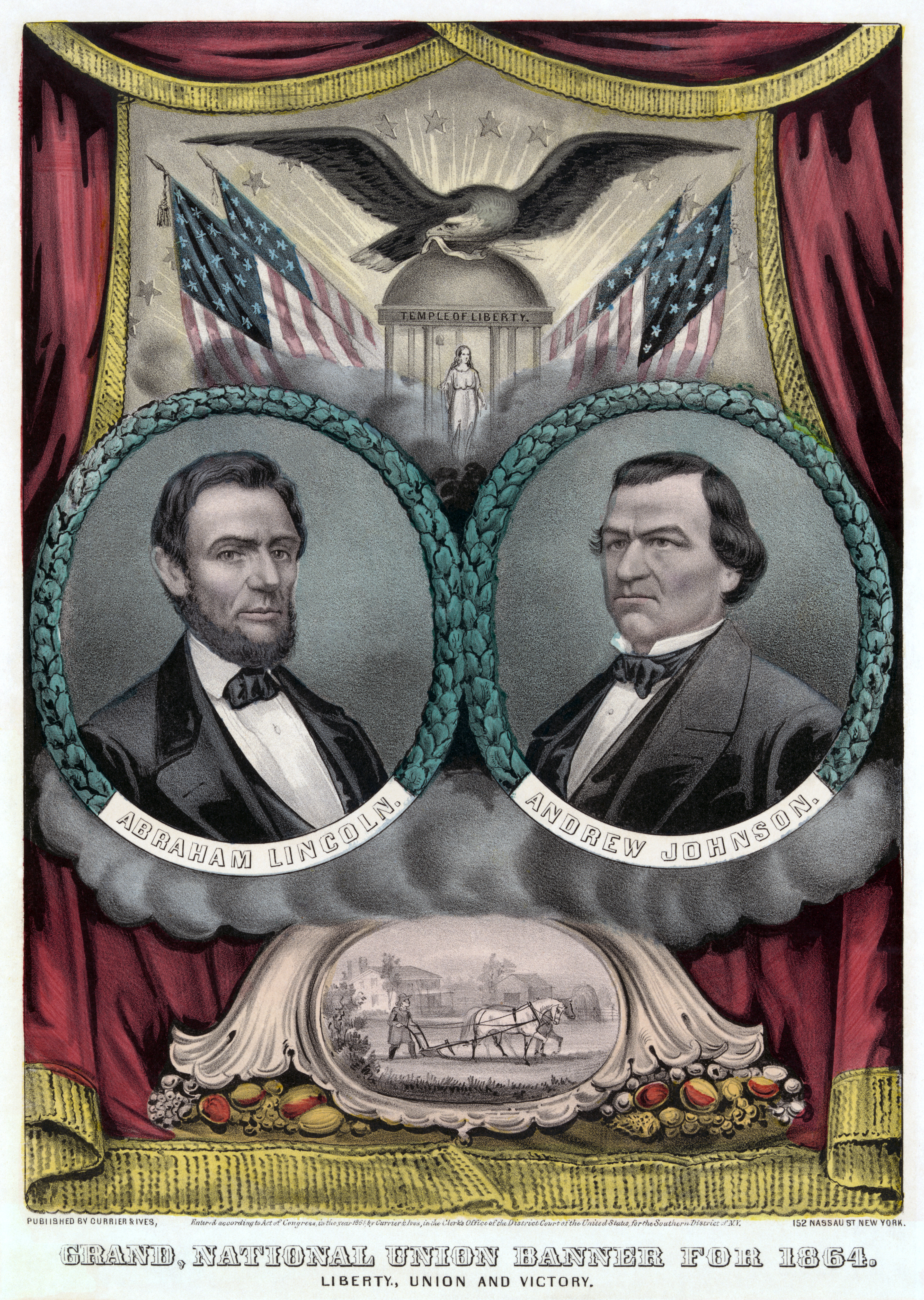
에이브러햄 링컨과 존슨 공천 후보의 1864년 포스터

## 정치 경력
존슨은 1829년 자신의 첫 정치 직무로서 타운 구청장으로 선출되었다. 그는 빠르게 정치에서 상승하였다. 그는 그린빌의 시장을 지냈고, 주의 입법부의 상하원을 둘다 지냈다. 1843년 그는 미국 하원에서 5개의 기간들 중에 첫번째로 선출되었다. 1853년 테네시주지사, 그리고 1857년 미국 상원으로 선출되었다. 그는 1861년 남북 전쟁의 터짐에 상원에 지내고 있었다.
1860년 에이브러햄 링컨에 선출되었을 때 다른 남부의 주들처럼 테네시주는 합중국으로부터 탈퇴하는 데 준비하였다. 남부와 북부 사이에 주요 분쟁은 노예제에 관해서였다. 존슨은 노예제의 설립에 충성하였다. 하지만 그는 합중국으로 더욱 더 충성하였다. 존슨은 테네시주 전체를 돌아다녀 테네시주를 합중국에서 꺼내지 않도록 주민들을 설득시키는 데 시도하였다. 그는 한번 자신의 친구들이었으나 이제 자신의 적들이었던 주민들의 관중들을 향하여 그 탈퇴는 "반역죄"였다고 그들에게 말하였다. 그의 주를 구하는 마지막 희망이 사라졌을 때까지 포기하지 않았다. 테네시주는 1861년 6월에 탈퇴하였다.
존슨은 불충성적인 주에서 온 충성적 상원으로서 워싱턴 D. C.에 머물렀다. 그는 평생의 민주당원으로 지내왔으며, 이제 그는 링컨의 당 공화당과 자신을 제휴시켰다.
북군이 1862년 초순에 테네시주의 일부들을 되찾은 후에 링컨은 존슨의 용기와 충성에 인상을 받았다. 링컨의 요청에 존슨은 군사 주지사의 직위를 맡았다. 그는 전쟁의 종말까지 거의 지 직위를 지켰다. 링컨은 1864년 성공적으로 재선에 나갔을 때 그는 존슨을 부통령으로 선택하였다. 이 둘은 편리하게 선거를 이겼다. 그러나 직무로 선서된지 1달 안에 링컨이 사망하였고 존슨은 미국의 17대 대통령이 되었다.

## 대통령 재임(1865년 ~ 1869년)

### 직무를 차지하며
1865년 4월 15일 링컨에 사망에 그는 미국의 대통령이 되었다. 그는 대통령의 암살 사건에 미국 대통령직으로 승계하는 데 첫 부통령이자 대통령의 사망에 승계하는 데 3번째 사람이었다.
존슨의 대통령직은 남부를 합중국으로 재통합하는 데 시도에 의하여 우위가 차지되었다. 존슨의 기초 정책은 링컨의 정책들의 연장이었으며 남부는 보복없이 재허가될 것이었다.

### 외교 정책
존슨은 국경으로 전투 군대를 보내면서 강제로 프랑스군을 멕시코의 외부로 나가게 하여 최후 통첩을 냈다. 프랑스군은 1867년에 물러났고, 그들의 정부는 빠르게 무너졌다. 1867년 윌리엄 H. 수어드 국무 장관은 4월 9일 러시아 제국으로부터 알래스카의 매입을 협상하였다. 비평가들은 "수어드의 어리석은 행동"과 "수어드의 얼음 상자"에 비웃었다. 수어드는 또한 덴마크령 서인도 제도를 매입하는 데 협상하기도 하였으나 상원은 그해 매입을 찬성하는 데 거부하였다.
존슨에 의하여 성원된 수어드는 영국의 항구들에서 건조되고 장착된 CSS 앨라배마 호와 연합국의 다른 순양함들에 의하여 입혀진 손해를 위하여 영국이 내야하는 것을 주장하였다. 1869년 4월 존슨의 기간의 거의 끝에 청구 해결은 비준을 위하여 상원으로 제출되었다. 그해 4월 상원은 집회를 거절하였다.

### 재건

첫 재건 결의서에 의하여 설립된 5개의 군사 구역들을 보이는 지도 (흑색 - 첫번째, 녹색 - 두번째, 홍색 - 세번째, 황색 - 네번째, 그리고 청색 - 다섯번째 군사 구역)

아직도 암살 사건에 찔린 존슨은 시초적으로 특권 계급을 또한 대표했던 패배한 연합국의 지도자들을 향하여 복수심을 가졌다. 자신의 취임이 있던 짧은 후에 존슨과 전쟁 장관 에드윈 M. 스탠턴은 연합국의 공무원들을 생포하고 투옥시켰다. 존슨 대통령은 "반역죄는 악명이 높아야 하고, 배신자들은 가난해야 한다."고 말하였다. 그의 직위는 그에게 급진파 공화당원들로 알려진 공화당의 무장파의 찬성을 얻게 하였다.
하지만 존슨은 곧 자신의 의견을 바꾸었고, 더욱 건설적인 작업을 위하여 징벌 활동을 중단하였다. 링컨에 의하여 개발된 화해 정책에 합중국의 재건을 위하여 자신의 프로그램을 기초를 둔 존슨은 합중국으로 완전한 회원으로 전 연합국의 주들을 복원하는 데 과정을 시작하였다. 처음에 백인 주민들은 합중국을 지지하기 위해 맹세하였다. 주의 1860년 투표 인구의 10 퍼센트가 맹세하였을 때 그들은 주 정부를 선출할 수 있었다. 그 정부가 노예제의 종말을 인정하는 헌법을 썼을 때 그 것은 다시 한번 의회로 상원과 하원들을 선출하는 권력을 위하여 의회로 신청할 수 있었다.
그 직무는 링컨 같이 합중국으로부터 여태까지 부서진 주들을 부인하고, 의회가 1865년 4월부터 12월까지 휴회된 의회의 사실에 의하여 단순화되었다.
그해 5월 9일 존슨은 버지니아주에서 재건 정부를 승인하였다. 5월 29일 그는 2개의 선언문을 내었다. 하나는 만약 그들이 합중국으로 충성을 맹세한다면 많은 전직 연합국의 주민들에게 완전한 시민권을 되돌려준 특사의 선언문이었다. 다른 선언문은 노스캐롤라이나주에서 시민 정부의 복구와 다루었다. 주의 "충성"하는 주민들은 합중국으로 주를 복구하는 데 필요했던 헌법적과 다른 변화들을 만들었던 집회로 대표단들로 선출되었다. 존슨은 다른 탈퇴한 주들을 위하여 비슷한 선언문들을 내었다.
존슨의 소원들에 따라 남부 주의 집회들은 탈퇴의 법령들을 폐지하였고, 노예졔를 폐지하였으며 미시시피주를 제외하고 미국에서 노예제를 금지하는 미국 헌법 수정 제13조를 비준하였다.

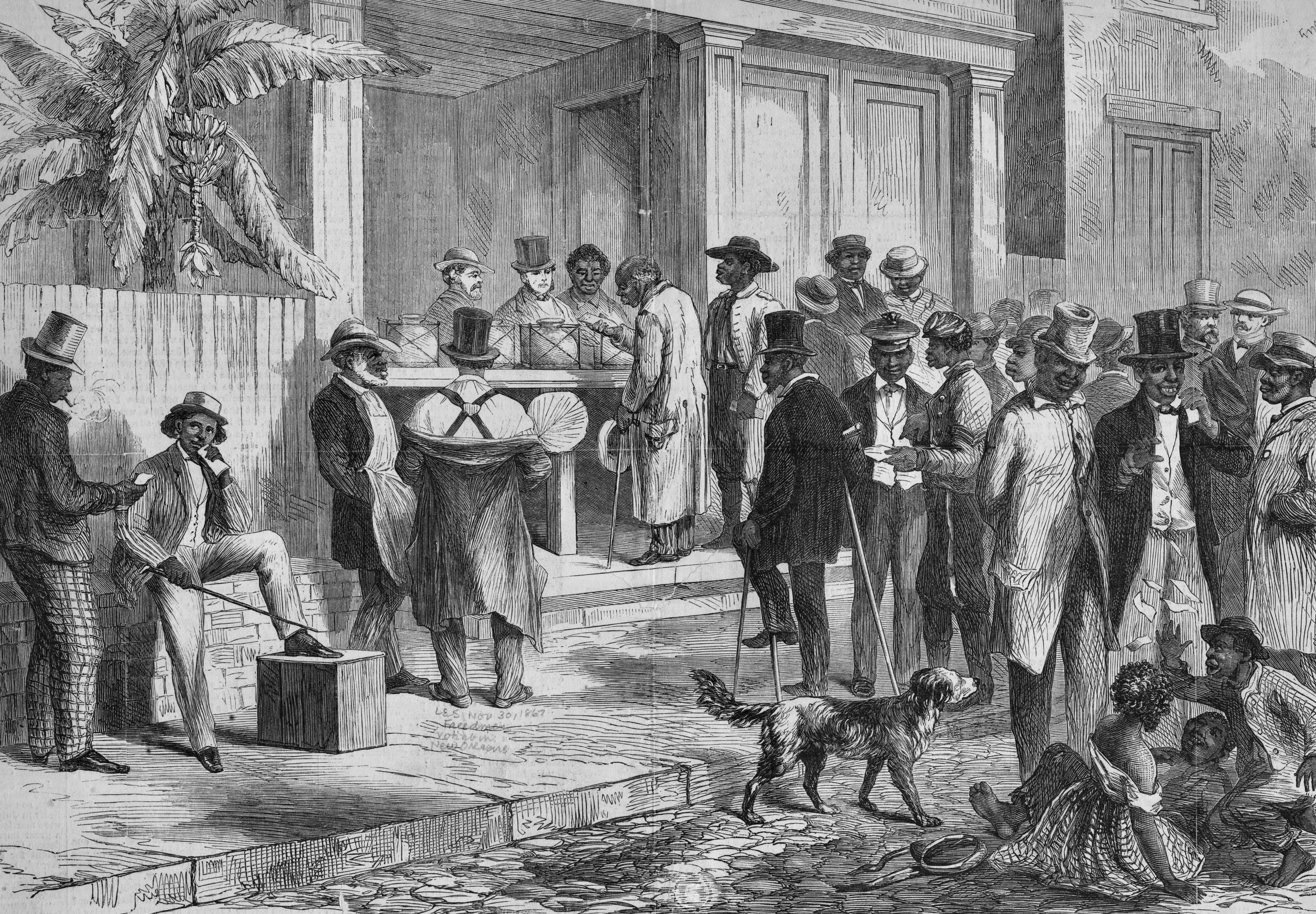
뉴올리언스에서 투표하는 해방 노예들 (1867년)

링컨의 제안에 따라 존슨의 재건 프로그램은 몇몇의 우수한 흑인들이 투표가 주어진 추천을 포함하였으나 남부의 주들 아무도 그의 추천을 따르지 않았다. 대신 "흑인 단속법"으로 알려진 새로운 주의 법률들은 흑인들의 민권을 제한시켰고, 그들에 많은 경제적 제한들을 놓았다.
1865년 12월 의회가 열릴 무렵 텍사스주를 제외한 남부의 주들은 존슨의 프로그램과 함께 따라 재건 정부들을 설립하였다. 하지만 의회는 기쁘지 않았다. 급진파 공화당원들은 흑인 단속법과 전 연합국의 지도자들의 공적 생활로 재등장과 함께 화가 났다. 의회적 급진파들의 지도자인 펜실베이니아주의 새디어스 스티븐스 하원은 대통령의 정책들을 공격하였다. 스티븐스는 "배신자들의 처벌은 배신적 행정원에 의하여 전체적으로 무시되어 왔다 ..."라고 선언하였다. 대통령과 의회 사이에 장기적 싸움이 시작되었다.
의회에서 급진파들은 재건에 합동 위원회를 세웠다. 1866년 2월 의회는 해방된 노예들을 도우는 데 1865년 3월 의회가 설립한 해방노예국의 범위를 넓히는 데 법안을 통과시켰다. 존슨은 법안을 거부하였다. 하지만 1866년 7월 두번째 법안은 그의 거부권에 제정되었다. 그해 4월 흑인들에게 동등한 민권을 보증하면서 흑인 단속법을 무요화하도록 설계된 첫 민권 법령이 또한 존슨의 거부권에 통과되었다.

### 탄핵

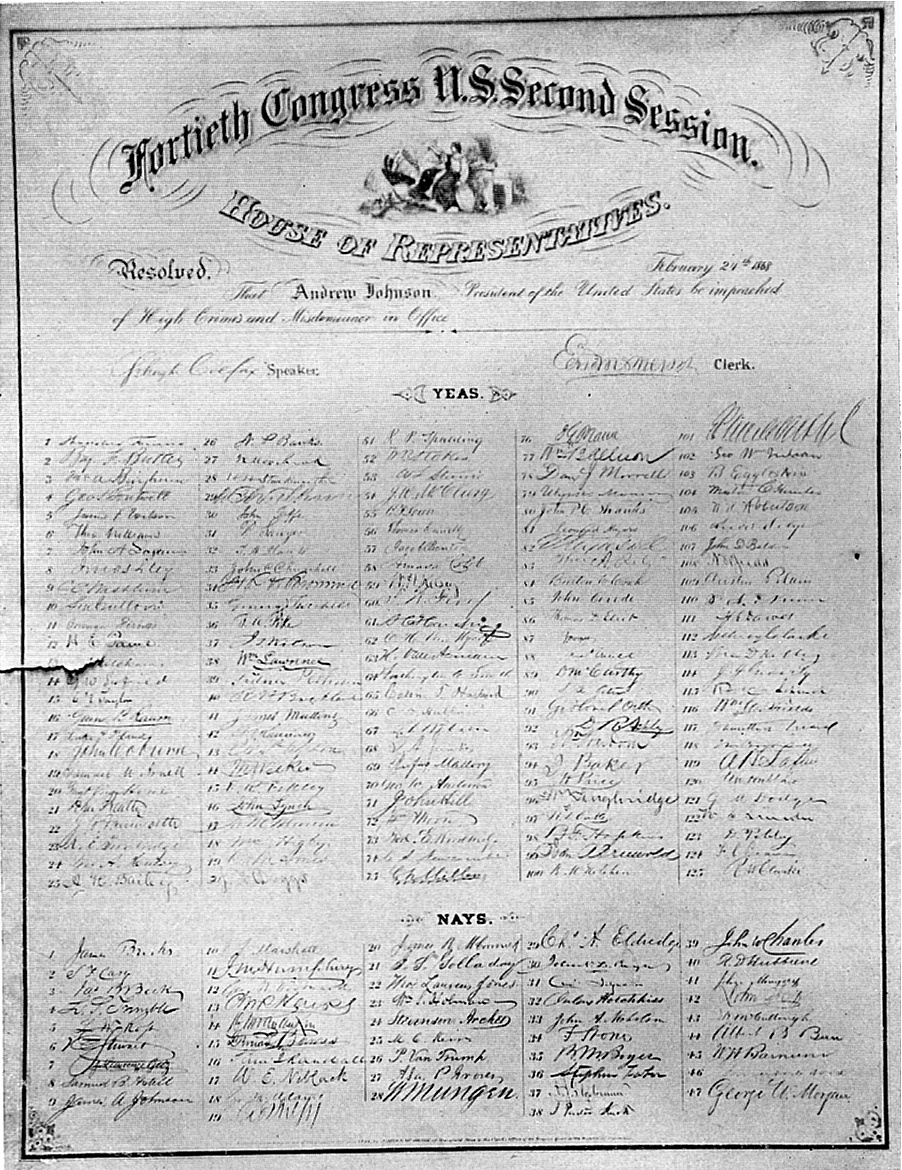
존슨을 탄핵시키는 데 서명된 미국 하원의 결의문 (1868년 2월 24일에 채택)

1868년 2월 존슨은 자신이 전쟁 장관으로서 에드윈 M. 스탠턴을 제거하였고, 그 사이에 부관장 로렌조 토머스와 그를 대체하고 있었다는 것을 의회에 알렸다. 이 일은 존슨의 거부권에 1867년 3월 2일 의회에 의하여 제정되었고, 구체적으로 특별히 스탠턴을 보호하는 데 서명된 법률인 "임기법"을 위반하였다. 존슨은 법령을 거부하여 그것이 비헌법적이었다고 주장하였다. 법령은 "... 그가 임명하고 상원의 조언과 동의와 함께 아무 문관 근무를 맡은 모든이들은 ... 후임자가 같은 방식으로 임명되고 정식으로 자격을 지내야 할 때까지 그런 직무를 맡는 데 권리가 주어져야 한다."고 말하여 마음대로 그의 아무 내각 일원들을 제거하는 데 대통령의 이전 무제한 권력을 제거하였다. 세월들 후에 1926년 마이어스 대 미국의 사건에서 미국 대법원은 그런 법률들은 그런 법률들은 실제로 비헌법적이었다고 판결을 내렸다.
상원과 하원은 토론으로 들어갔다. 토머스는 스탠턴이 자신을 체포한 것을 위하여 전쟁부로 들거가는 운동을 시도하였다. 스탠턴의 제거가 있던 3일 후에 하원은 존슨을 의도적으로 임기법을 위반한 것으로 탄핵하였다.
3월 5일 탄핵 법원은 대통령에 혐의들을 청문하는 데 상원에서 제정되었다. 윌리엄 M. 에바츠는 그의 조언자를 지냈다. 11개의 조항들이 결의안에 명시되었고, 상원 앞에서 재판이 거의 3달간 지속되었다. 존슨의 방어는 당시 형재 장관들이 자신들을 임명한 대통령의 기간을 통하여 자신들의 직위들을 보유할 것을 언급한 임기법에서 조항에 근거를 두었다. 링컨이 스탠턴을 임명한 이래 그것은 이미 그 진행을 운영한 법령의 적용 가능성이 주장되었다.
상원에서 3개의 투표들이 있었는 데 5월 16일에 하나는 다른 조항들에서 담긴 많은 혐의들을 포함한 탄핵의 11번째 조항을 위하여, 5월 26일에 2개는 재판이 연기한 2번째와 3번째 조항들을 위해서였다. 3개 전부의 경우들에 35명의 상원들은 "유죄", 그리고 19명은 "무죄"를 투표하였다. 미국 헌법이 탄핵 재판들에서 유죄 판결을 위하여 3분의 2의 다수를 요구하면서 존슨은 면제되었다.
단일 변경 투표는 "유죄" 평결을 반환하기에 충분하였다. 결정적 투표는 에드먼드 G. 로스로 불린 젊은 급진파 공화당원의 것으로 지내왔다. 첫 투표에 대비하여 동료 급진파들로부터 엄청난 압력과 면제를 위한 투표가 그의 정치 경력을 끝낼 것이라는 끔찍한 경고에 불구하고 로스는 적절한 순간에 일어나 조용히 "무죄"를 선언하여 효과적으로 탄핵 재판을 끝냈다.

## 대통령직의 종말
1868년 5월 탄핵 재판이 아직도 진행 중이었던 동안 공화당원들은 자신들의 대통령 후보로서 율리시스 S. 그랜트를 지명하였다. 존슨은 민주당 후보 지명을 받는 데 희망하였으나 활동적으로 투표들을 추구하지 않았다. 7월 민주당 전당 대회에서 존슨은 후보로 지명되는 데 212개의 대표단 투표들을 필요로 하였다. 그는 전혀 충분히 얻지 않았고, 몇몇의 비밀 투표들을 통하여 그의 지지는 멀어졌다. 결국 집회는 그 후보자로서 뉴욕주의 지사 호레이쇼 시무어를 선택하였다.
존슨과 의회는 직무에서 그의 마지막 날까지 지속적으로 서로 싸웠다. 그는 재건 법안들을 거부하였고, 의회는 그의 거부권을 즉시 무시하였다. 의회로 자신의 마지막 해마다 전언에서 존슨은 그 재건 프로그램을 비판하였고, 백악관을 떠나는 데 자신이 준비한 것으로서 이루어진 자신의 최종 연설에서 그는 몹시 급진파 공화당원들을 공격하였다.

### 행정부와 내각
| 직책     | 이름             | 재임 기간 |
|          |                  |           |
| 대통령   | 앤드루 존슨      | 1865-1869 |
| 부통령   | "없음"           |           |
|          |                  |           |
| 국무장관 | 윌리엄 H. 수어드 | 1865-1869 |
| 재무장관 | 휴 매클로치      | 1865-1869 |
| 전쟁장관 | 에드윈 M. 스탠턴 | 1865-1868 |
|          | 존 M. 스코필드   | 1868-1869 |
| 법무장관 | 제임스 스피드    | 1865-1866 |
|          | 헨리 스탠베리    | 1866-1868 |
|          | 윌리엄 M. 에바츠 | 1868-1869 |
| 우정장관 | 윌리엄 데니슨    | 1865-1866 |
|          | 알렉산더 랜덜    | 1866-1869 |
| 해군장관 | 기디언 웰스      | 1865-1869 |
| 내무장관 | 존 P. 어셔       | 1865      |
|          | 제임스 할란      | 1865-1866 |
|          | 오빌 H. 브라우닝 | 1866-1869 |

### 합중국으로 편입된 주
- 네브래스카주 - 1867년

## 대통령직 이후

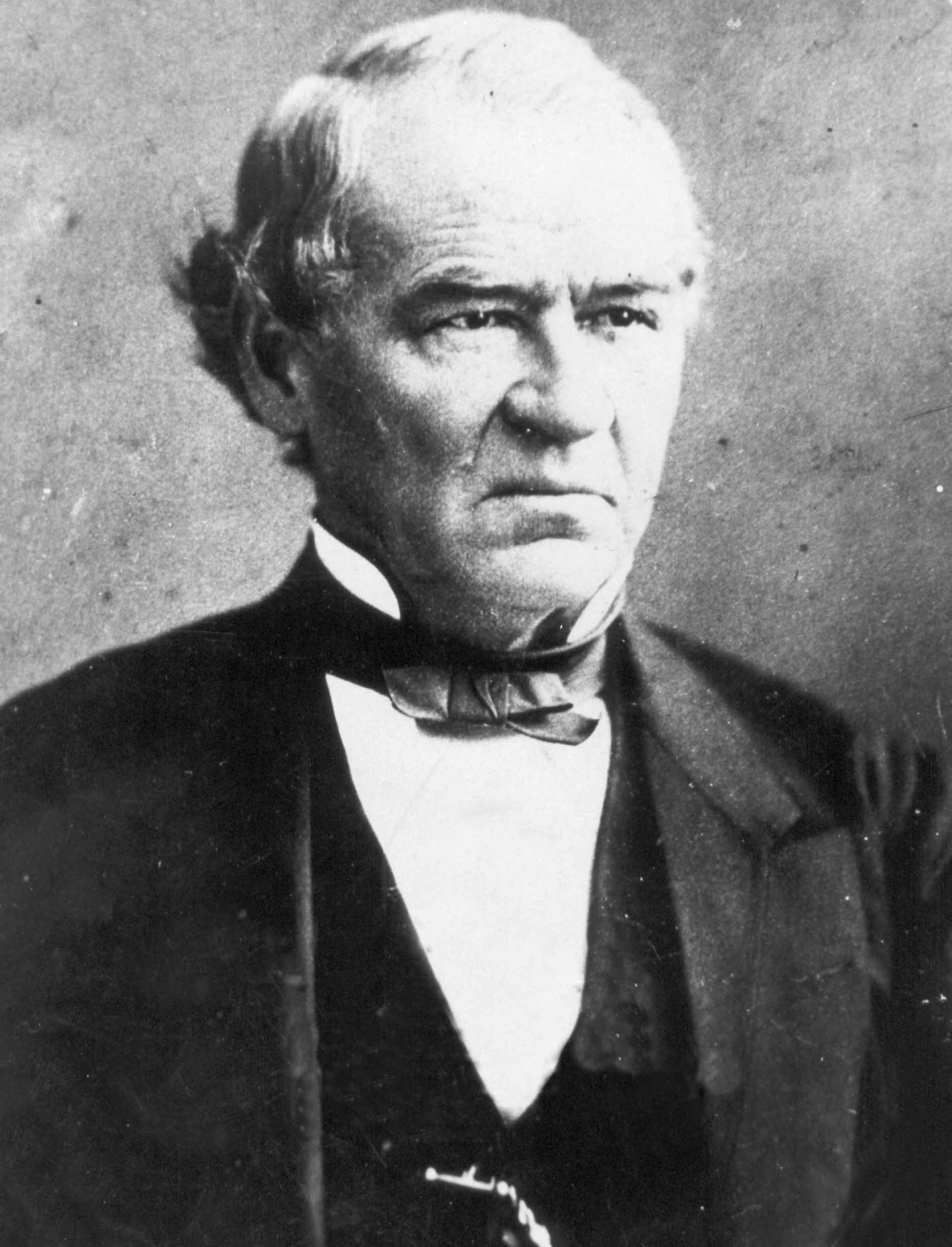
66세의 존슨 상원 (1875년)

존슨은 1868년 상원으로, 1872년 하원으로 선거를 위하여 비성공적인 후보였다. 하지만 1874년 테네시주 입법부는 그를 상원으로 선출하였다. 존슨은 1875년 3월 4일부터 동년 7월 31일 테네시주 엘라자베스턴에서 사망할 때까지 상원을 지냈다. 그는 자신의 대통령직 후에 상원을 지내는 데 단 한명의 대통령이다. 매장지는 테네시주 그린빌에 있는 앤드루 존슨 국립 묘지였다. 앤드루 존슨 국립 묘지는 현재 앤드루 존슨 국립 역사적 장소의 일부이다.

## 트리비아
- 자신의 일생에 재봉사의 아들 앤드루 존슨은 미국 정치 제도에서 선출된 모든 주요 비사법 직무들 - 시의원, 시장, 주의 연방 하원, 주의 연방 상원, 주지사, 국가 하원, 국가 상원, 부통령과대통령을 차지하였다.

- 그는 암살 음모의 목표가 되는 데 단 하나의 부통령이었다.

- 1864년 선거 운동이 있는 동안 내슈빌에서 아프리카계 미국인들의 관중에게 연설한 그는 흑인들의 "모세"로서 자신을 언급하였다.

## 역대 선거 결과
| 선거명      | 직책명                       | 대수 | 정당       | 득표율  | 득표수 (선거인단)   | 결과 | 당락                   |
| ----------- | ---------------------------- | ---- | ---------- | ------- | ------------------- | ---- | ---------------------- |
| 1842년 선거 | 하원의원 (테네시 제1선거구)  | 28대 | 민주당     | 52.31%  | 5,487표             | 1위  | 테네시주 하원의원 당선 |
| 1845년 선거 | 하원의원 (테네시 제1선거구)  | 29대 | 민주당     | 56.27%  | 6,068표             | 1위  | 테네시주 하원의원 당선 |
| 1847년 선거 | 하원의원 (테네시 제1선거구)  | 30대 | 민주당     | 51.87%  | 5,758표             | 1위  | 테네시주 하원의원 당선 |
| 1849년 선거 | 하원의원 (테네시 제1선거구)  | 31대 | 민주당     | 52.43%  | 6,068표             | 1위  | 테네시주 하원의원 당선 |
| 1851년 선거 | 하원의원 (테네시 제1선거구)  | 32대 | 민주당     | 57.52%  | 6,540표             | 1위  | 테네시주 하원의원 당선 |
| 1853년 선거 | 테네시 주지사                | 15대 | 민주당     | 50.90%  | 63,414표            | 1위  | 테네시 주지사 당선     |
| 1855년 선거 | 테네시 주지사                | 15대 | 민주당     | 50.81%  | 67,499표            | 1위  | 테네시 주지사 당선     |
| 1857년 선거 | 상원의원 (테네시 제1부)      | 35대 | 민주당     | 100.00% | 1표                 | 1위  | 테네시주 상원의원 당선 |
| 1864년 선거 | 미국의 부통령                | 16대 | 국민연방당 | 55.02%  | 2,218,388표 (212명) | 1위  | 미국의 부통령 당선     |
| 1872년 선거 | 하원의원 (테네시 광역선거구) | 43대 | 무소속     | 20.61%  | 37,900표            | 3위  | 낙선                   |
| 1875년 선거 | 상원의원 (테네시 제1부)      | 44대 | 민주당     | 53.06%  | 52표                | 1위  | 테네시주 상원의원 당선 |